# Pittsburgh Raiders
Los Pittsburgh Raiders fueron un equipo de baloncesto que jugó una temporada en la National Basketball League (NBL), competición antecesora de la actual NBA, con sede en la ciudad de Pittsburgh (Pensilvania). Fue fundado en 1944.

## NBL
Los Raiders se formaron como un nuevo intento por establecer el baloncesto profesional en Pittsburgh después del fracaso de los Pittsburgh Pirates a finales de los años 1930, equipo que disputó dos temporadas en la NBL. Los Raiders entraron en la liga en la temporada 1944-45, y en su única participación finalizaron en la última posición de la División Este con 7 victorias y 23 derrotas. La estrella del equipo era Huck Hartman, que fue incluido en el segundo mejor quinteto de la liga. Tras un año, la franquicia fue trasladada a Youngstown (Ohio) y renombrada a Youngstown Bears.

### Trayectoria
Nota: G: Partidos ganados P:Partidos perdidos 
| Temporada | Liga | G | P  | %    | Posición | División      | Play-offs       |
| --------- | ---- | - | -- | ---- | -------- | ------------- | --------------- |
| 1944-45   | NBL  | 7 | 23 | .233 | 3º       | División Este | No se clasificó |